# اسهوچی
اسهوچی (به اسپانیایی: Acehúche) یک شهرستان در اسپانیا است که در استان کاسرس واقع شده‌است.